# Hos prins Carl och prinsessan Ingeborg på deras sommarställe Fridhem
Hos prins Carl och prinsessan Ingeborg på deras sommarställe Fridhem är en svensk dokumentärfilm från 1911.
Filmen skildrar Prins Carl av Sverige och Ingeborg av Danmark då de vistas på sitt sommarställe Villa Fridhem i Getå utanför Norrköping 1911. I filmen medverkar även parets son Carl Bernadotte. Filmen premiärvisades den 14 november samma år på Brunkebergsteatern i Stockholm.